# Ephialtes arisanus
Ephialtes arisanus är en stekelart som beskrevs av Jinhaku Sonan 1936. Ephialtes arisanus ingår i släktet Ephialtes och familjen brokparasitsteklar. Inga underarter finns listade i Catalogue of Life.